# Casa de Santiago de los Caballeros
Casa de Santiago de los Caballeros är ett slott i Spanien.   Det ligger i provinsen Provincia de Madrid och regionen Madrid, i den centrala delen av landet, 40 km söder om huvudstaden Madrid. Casa de Santiago de los Caballeros ligger 497 meter över havet.
Terrängen runt Casa de Santiago de los Caballeros är huvudsakligen platt, men österut är den kuperad. Casa de Santiago de los Caballeros ligger nere i en dal. Runt Casa de Santiago de los Caballeros är det ganska glesbefolkat, med 43 invånare per kvadratkilometer. Närmaste större samhälle är Aranjuez, 0,55 km sydost om Casa de Santiago de los Caballeros. Trakten runt Casa de Santiago de los Caballeros består till största delen av jordbruksmark.